# Сёгла
Сёгла — деревня в Бокситогорском городском поселении Бокситогорского района Ленинградской области.

## История
Согласно семитопографической карте Новгородской губернии 1847 года деревня называлась Сеглы.

СЕГЛЫ — деревни Сегольского общества, прихода села Сенно. 

Крестьянских дворов — 34. Строений — 106, в том числе жилых — 45.

Число жителей по семейным спискам 1879 г.: 83 м. п., 94 ж. п.; по приходским сведениям 1879 г.: 80 м. п., 92 ж. п.

В конце XIX — начале XX века деревня административно относилась к Обринской волости 5-го земского участка 3-го стана Тихвинского уезда Новгородской губернии.
В начале XX века близ деревни находился жальник.

СЕГЛЫ — деревня Сегольского общества, дворов — 45, жилых домов — 69, число жителей: 73 м. п., 68 ж. п.
 
Занятия жителей — земледелие. Колодец.  (1910 год)

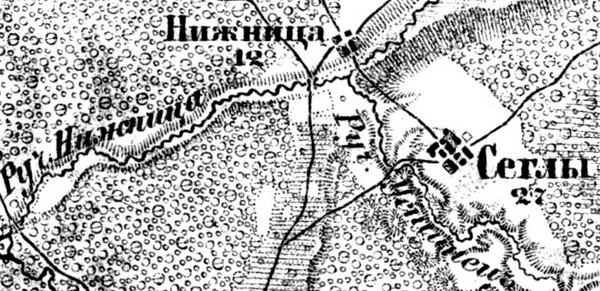
Деревня Сёгла на карте 1913 года

Согласно карте Новгородской губернии 1913 года деревня называлась Сеглы и насчитывала 27 крестьянских дворов.
С 1917 по 1918 год деревня входила в состав Обринской волости Тихвинского уезда Новгородской губернии.
С 1918 года в составе Череповецкой губернии.
С 1924 года в составе Пикалёвской волости.
С 1927 года в составе Сенновского сельсовета Пикалёвского района.
С 1932 года в составе Тихвинского района. Согласно карте Ленинградской области Северо-западного аэрогеодезического треста ГГУ издания 1932 года деревня насчитывала 27 крестьянских дворов, в деревне находилась часовня и мукомольная водяная мельница.
По данным 1933 года  деревня называлась Сегло и входила в состав Сенновского сельсовета Тихвинского района.
В 1939 году население деревни составляло 427 человек.
С 1952 года в составе Бокситогорского района.
С 1960 года в составе Борского сельсовета.
С 1963 года в составе Тихвинского района.
С 1965 года вновь в составе Бокситогорского района. В 1965 году население деревни составляло 154 человека.
По данным 1966, 1973 и 1990 годов деревня Сёгла также входила в состав Борского сельсовета.
В 1997 году в деревне Сёгла Борской волости проживали 258 человек, в 2002 году — 189 человек (русские — 94 %).
В 2007 году в деревне Сёгла Бокситогорского ГП проживали 167 человек, в 2010 году — 134.

## География
Деревня расположена в северо-западной части района на автодороге 41К-039 (Бокситогорск — Батьково).
Расстояние до административного центра поселения — 4 км.
Деревня находится на правом берегу реки Нижница.

## Демография
| 1997 | 2002 | 2007 | 2010 | 2017 |
| ---- | ---- | ---- | ---- | ---- |
| 258  | ↘189 | ↘167 | ↘134 | ↗190 |

### Национальный состав
Согласно данным Всероссийской переписи населения 2021 года в деревне проживали 153 человека, из них:
 русские — 152, другие национальности — 1 человек.